# Tramway de Shanghai
Le réseau du tramway de Shanghai a vu sa première ligne ouvrir en 1908, différents systèmes de tramway furent en exploitation dans la ville jusqu'en 1975. Le renouveau du tramway à Shanghai a lieu en 2010, les lignes nouvelles sont situées en périphérie du centre-ville :
- le tramway de Zhangjiang, ouvert en 2010, fermé en 2023
- le tramway de Songjiang, ouvert en 2018, constitue le seul réseau de tramway à Shanghai toujours en service.

## Historique

### Anciens réseaux
1906 - 1952 : Shanghai Tramways
1906 - 1953 : Compagnie Française de Tramways et d'Éclairage Électrique de Changhaï
1912 - 1955 : Tramways des commerçants chinois de Shanghai

### Renouveau du réseau actuel
2010 : tramway de Zhangjiang
2018 : lignes T1 et T2 du tramway de Songjiang

## Réseau actuel

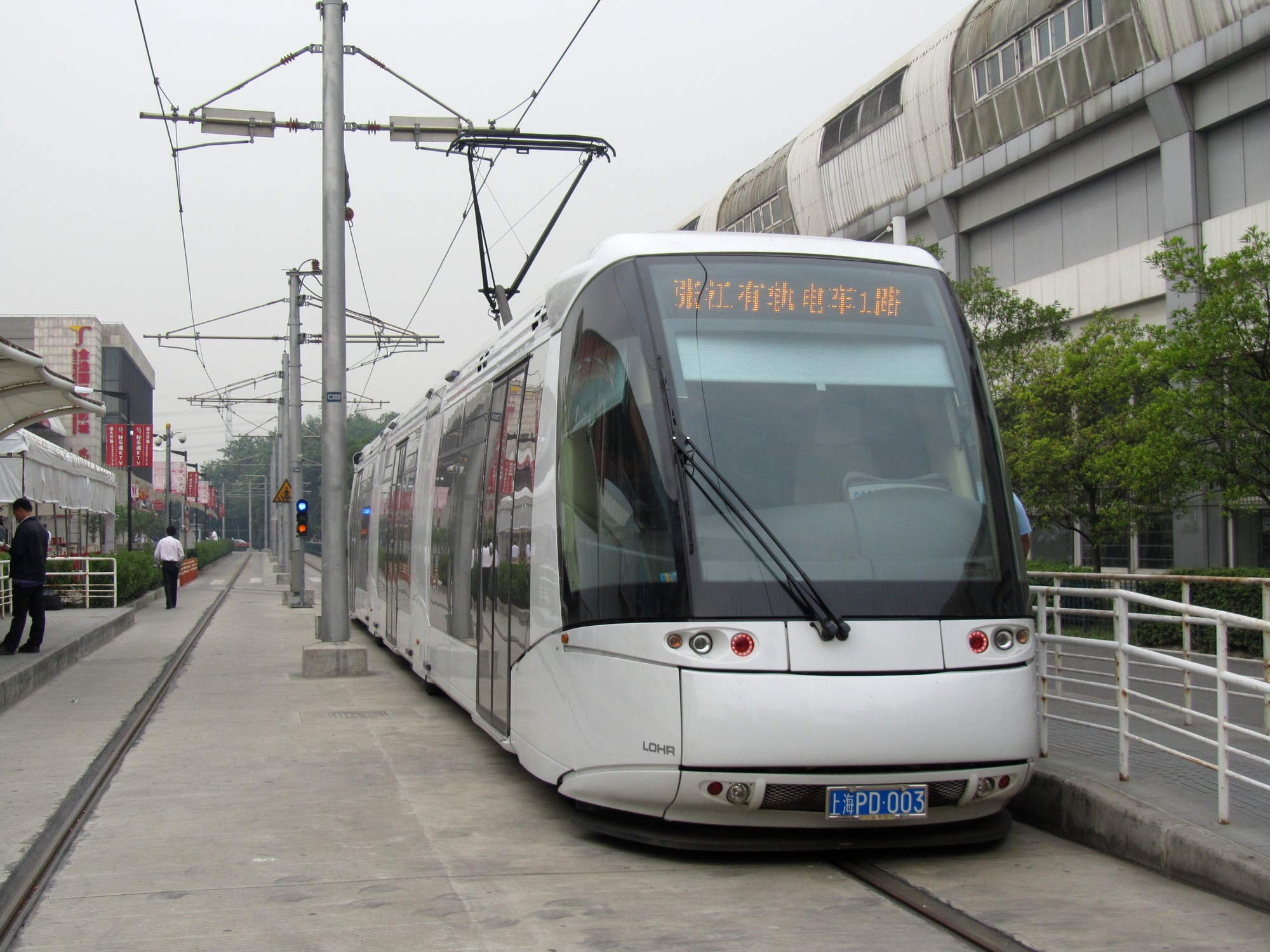
Zhangjiang tramway at High Technology Park Station

Songjiang tramway at Zhongchen Road station

- Zhangjiang tramway at High Technology Park Station

- Songjiang tramway at Zhongchen Road station